# Olympia Skistadion
El Olympia Skistadion (en español, estadio de esquí olímpico, es un estadio al aire libre ubicado en la ciudad de Garmisch-Partenkirchen en el estado de Baviera, Alemania. El estadio fue construido en 1934 y acogió las ceremonias de apertura y clausura de los Juegos Olímpicos de Invierno de 1936 además del Salto en esquí olímpico.
En 1939, el estadio fue remodelado para los Juegos Olímpicos de Invierno de 1940, que fueron cancelados debido al estallido de la Segunda Guerra Mundial. Hoy en día, el estadio es una de las atracciones turísticas más populares de Garmisch-Partenkirchen.
El Olympia Skistadion está ubicado a los pies de la Große Olympiaschanze (Gran Colina Olímpica), construida en 1922 y de 144 metros de altura, que agrupa cuatro dististos trampolines a diferentes alturas para el Salto de esquí. 
La colina ha sufrido dos importantes renovaciones en 1978 y 2007. Debido a la actualización de los nuevos estándares técnicos de la Federación Internacional de Esquí (FIS), la construcción de un salto de esquí completamente nuevo era inevitable, un concurso internacional de arquitectura en otoño de 2006 condujo a la decisión de erigir una estructura en voladizo como el nuevo hito de los deportes de esquí. La construcción en el sitio comenzó el 26 de abril de 2007, y la gran ceremonia de apertura tuvo lugar en el Torneo de las Cuatro Colinas el día de Año Nuevo de 2008.
La Großen Olympiaschanze, es sede de uno de los cuatro eventos que componen la Semana de la montaña centroeuropea o Torneo de las Cuatro Colinas, competición de salto de esquí que se desarrolla anualmente en época de Navidad, entre finales de diciembre y principios de enero, en cuatro trampolines de Alemania y Austria desde 1952, y que forman parte de la Copa del Mundo de Saltos de Esquí. Tiene gran prestigio en el mundo del salto de esquí, y participan los mejores especialistas de este deporte.
El récord actual de salto en la colina lo tiene el polaco Dawid Kubacki, quien saltó 144 m durante el salto de esquí anual de Año Nuevo el 1 de enero de 2021.

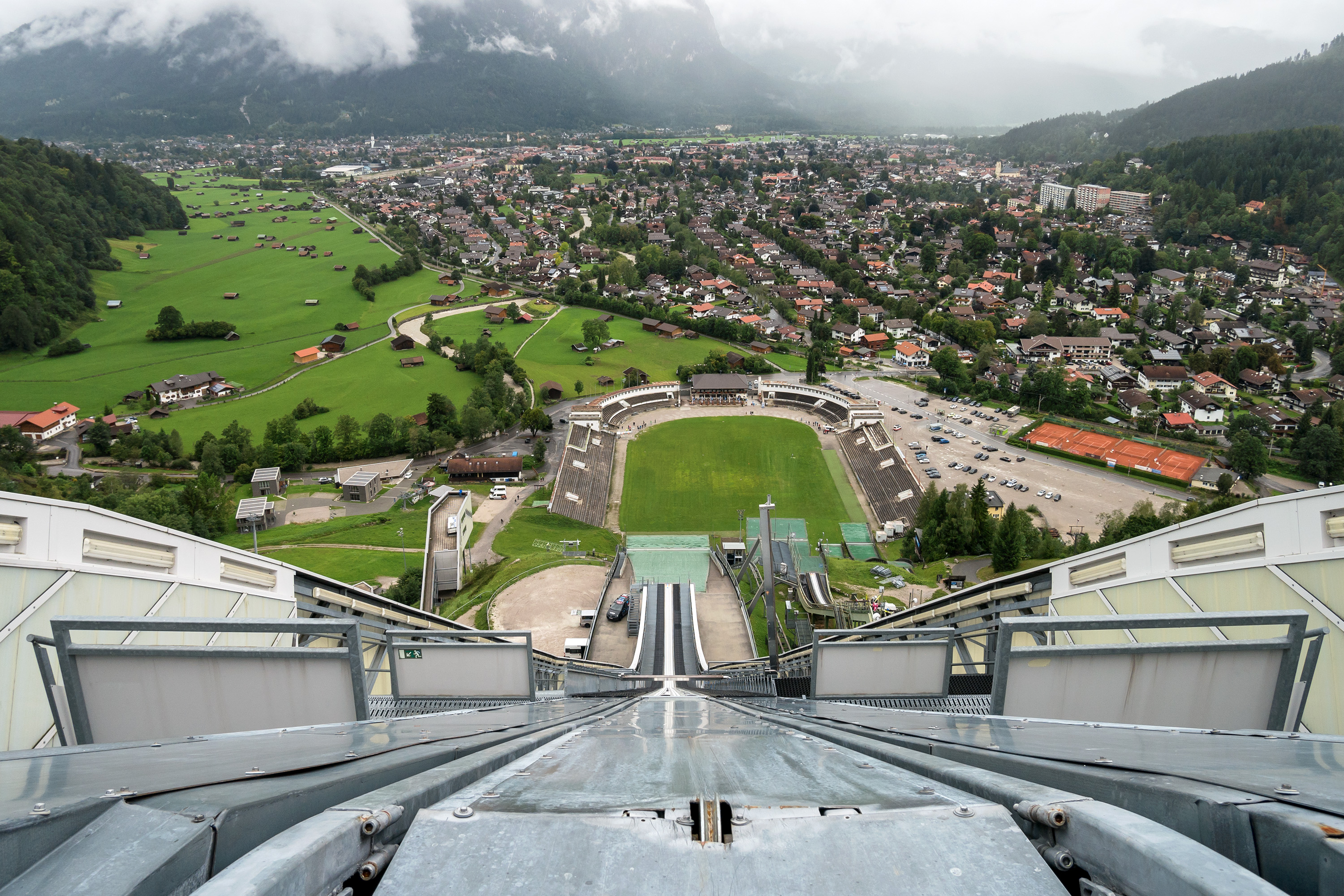
vista del Olympia Skistadion desde la Große Olympiaschanze.
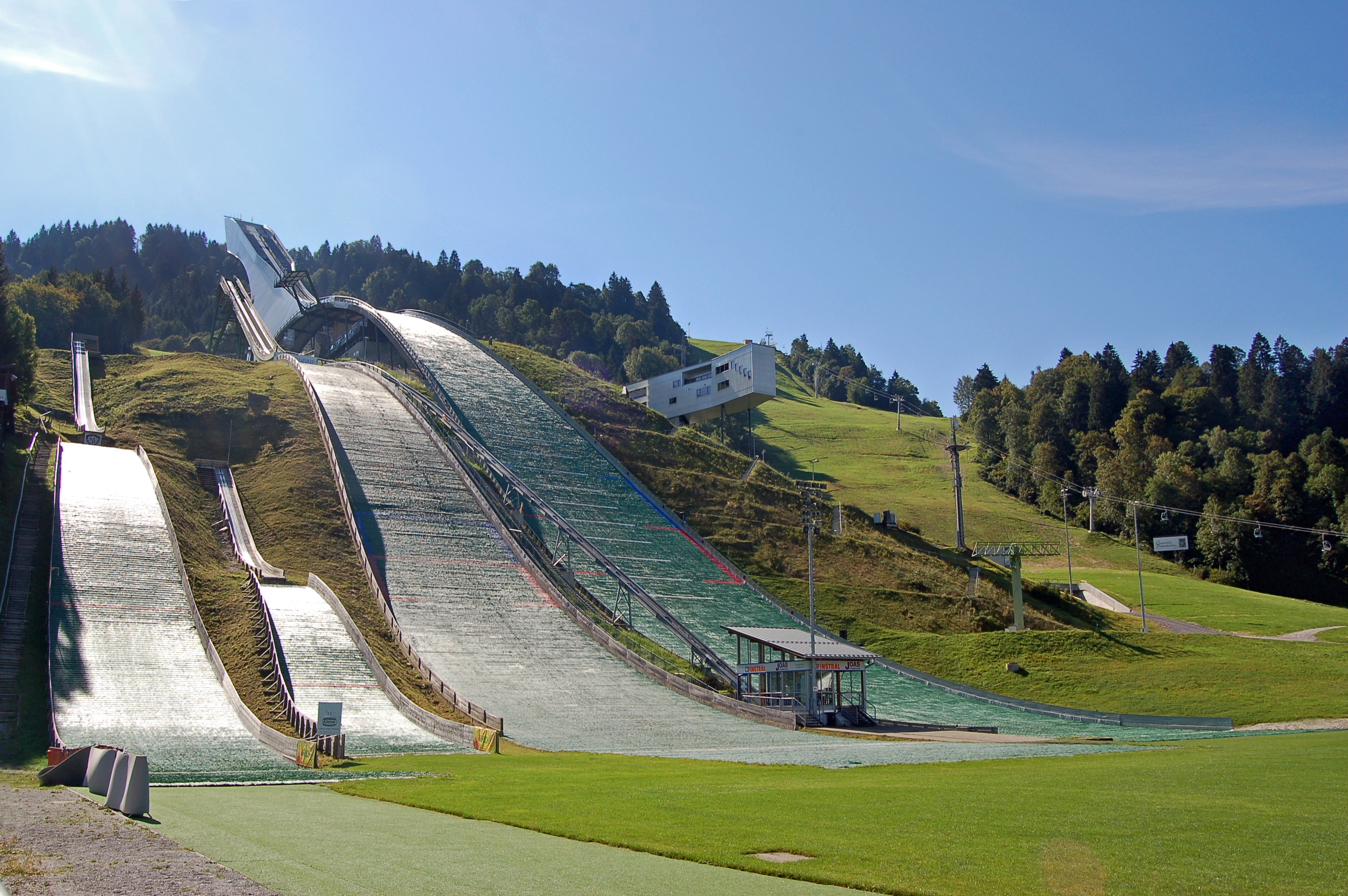
Große Olympiaschanze, la Gran Colina Olímpica.
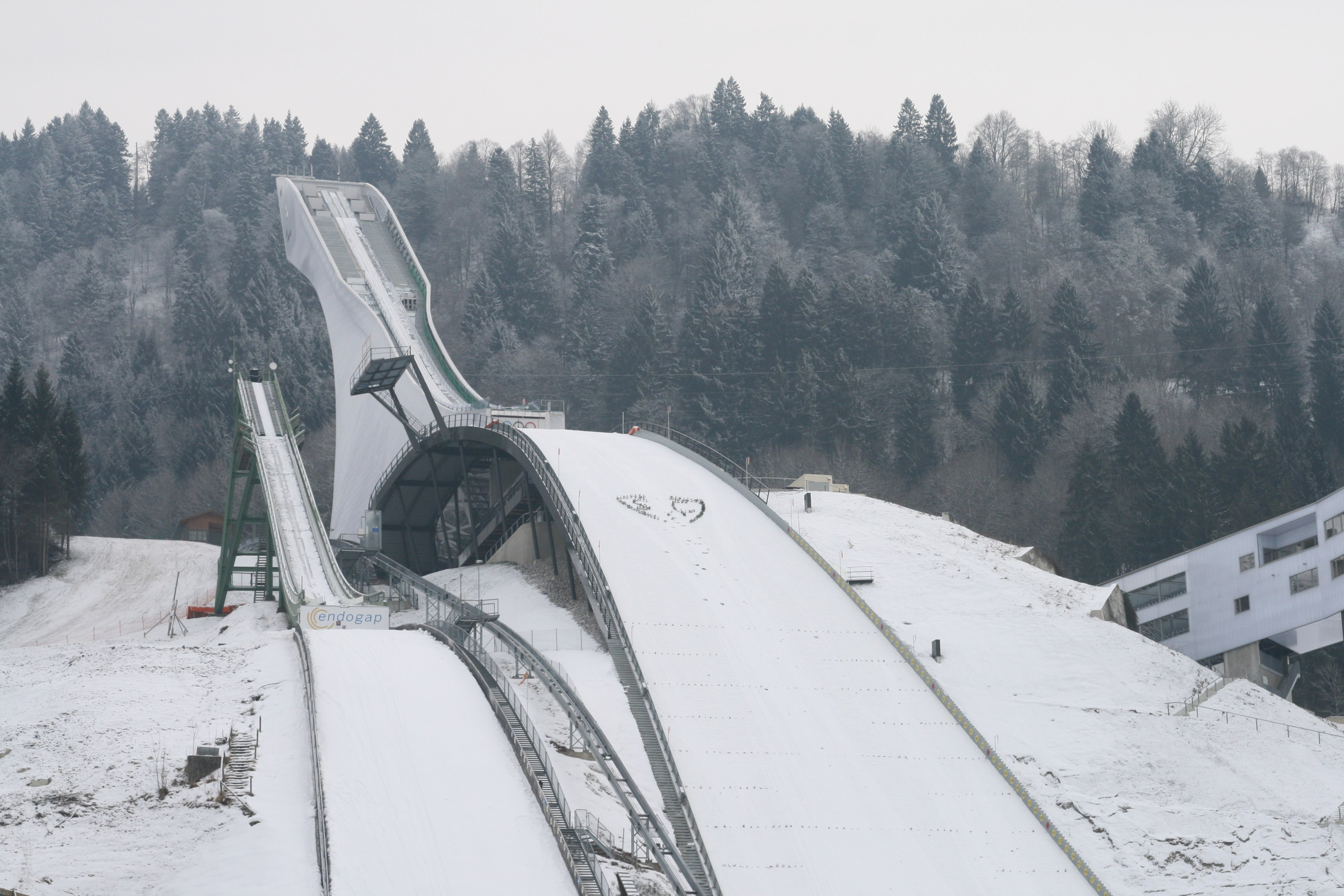